# Teleopsis
Teleopsis es un género de insectos perteneciente a la familia Diopsidae. Todas las especies del género se encuentran en Asia. Cerca de 38 especies han sido descritas y se creen que existen varias que aún no han sido descubiertas. Denominación, el nombre de este género se debe  a que sus ojos son "telescópicos" o se encuentran muy separados del resto de la cabeza, casi aparentando antenas (del idioma griego telos con el significado de lejos o alejado y opsis con el significado de ojos).

## Especies
- T. adjacens (Brunetti, 1928)
- T. africana (Shillito, 1940)
- T. anjahanaribei (Vanschuytbroeck, 1965)
- T. apographica (Hall & Evenhuis, 1981)
- T. apollo (Brunetti, 1928)
- T. bigoti (Hendel, 1914)
- T. bipunctipennis (Senior-White, 1922)
- T. boettcheri (Hall & Evenhuis, 1981)
- T. breviscopium (Rondani, 1875)
- T. cheni (Yang & Chen, 1998)
- T. currani (Shillito, 1940)
- T. dalmanni (Wiedemann, 1830)
- T. discrepans (Walker, 1856)
- T. fallax (Bigot, 1874)
- T. ferruginea (Roeder, 1893)
- T. fulviventris (Bigot, 1880)
- T. krombeini (Feijen, 1998)
- T. latifascia (Brunetti, 1928)
- T. longiscopium (Rondani, 1875)
- T. maculata (Feijen, 1998)
- T. motatrix (Osten Sacken, 1882)
- T. nitida (Adams, 1903)
- T. onopyxus (Seguy, 1949)
- T. orientalis (Ouchi, 1942)
- T. pharao (Frey, 1928)
- T. quadriguttata (Painter, 1926)
- T. quinqueguttata (Walker, 1856)
- T. rubicunda (Wulp, 1897)
- T. selecta (Osten Sacken, 1882)
- T. sexguttata (Brunetti, 1928)
- T. shillitoi (Tenorio, 1969)
- T. sinensis (Ouchi, 1942)
- T. sykesii (Westwood, 1837)
- T. thaii (Foldvari & Carr, 2007)
- T. trichophoras (Meijere, 1916)
- T. vadoni (Vanschuytbroeck, 1965)
- T. whitei (Curran, 1936)
- T. yunnana (Yang & Chen, 1998)